# L'Ingénue libertine
L'Ingénue libertine est un roman écrit par Colette, publié en 1909.
Ce roman a été adapté au cinéma en 1950 par Jacqueline Audry sous le titre Minne, l'ingénue libertine, avec Danièle Delorme dans le rôle de Minne, et Franck Villard dans celui d'Antoine.

## Résumé
Jeune fille de bonne famille parisienne, la jolie Minne s'ennuie dans un quotidien douillet et sans surprises. Elle se passionne pour les hauts faits des bandits de Levallois-Perret, dont elle lit les aventures dans le journal en cachette de sa mère. Seul son grand cousin Antoine, secrètement amoureux d'elle, la distrait un peu aux vacances. Mais un soir, lasse de penser en vain au Frisé, le chef des voyous dont elle rêve, Minne prend son destin en main et se lance dans une odyssée nocturne dans Paris.
Quelques années plus tard, à la suite de son escapade, Minne est mariée avec Antoine, sans beaucoup de bonheur d'ailleurs, sauf pour son cousin qui n'en revient pas de l'avoir toute à lui. Il ignore que Minne le trompe allègrement, à la poursuite du plaisir qu'elle n'a pas trouvé dans son couple. Or ses amants épisodiques ne lui procurent qu'ennui et agacement. Aussi se résigne-t-elle bientôt à mener une vie terne dans les bras d'Antoine. Mais le bonheur arrivera peut-être sans qu'elle s'y attende…

## Autour du roman
Colette n'aimait pas beaucoup ce livre qu'elle avait écrit à l'instigation de son premier mari, Willy, lequel la maintenait dans une forme de « servitude littéraire » aux premiers temps de leur mariage. Colette reprit quelques années plus tard Minne (1904) et Les Égarements de Minne (1905) pour les refondre en un seul volume : L'Ingénue libertine.

## Adaptations
- 1915 : Minne, film muet français d'André Hugon, avec Musidora
- 1950 : Minne, l'ingénue libertine, film français de Jacqueline Audry, avec Danièle Delorme, Franck Villard et Yolande Laffon

## Éditions
- L’Ingénue libertine, Nicholson & Watson Ltd. Le livre plastic., 1949    (Wikisource)